# Franz Karl Friedrich von Gemmingen-Hornberg

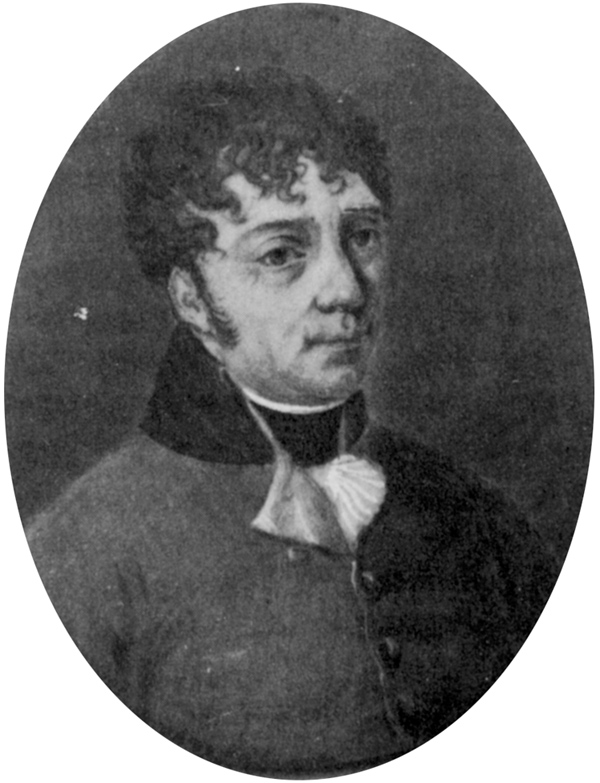
Franz Karl Friedrich von Gemmingen-Hornberg

Franz Karl Friedrich von Gemmingen-Hornberg (* 28. August 1747 in Maastricht; † 31. März 1814 in Lehrensteinsfeld) war der letzte kaiserliche Träger des Schlosslehens in Kochendorf vor der Mediatisierung der Reichsritterschaft im frühen 19. Jahrhundert.

## Leben
Franz war ein Sohn des Reinhard von Gemmingen-Hornberg (1710–1775) und der Sophia Friederica geb. vom Stein (1715–1776). Da sein älterer Bruder Reinhard (1744–1772) noch vor dem Tod des Vaters verstorben war, erhielt Franz am 4. Oktober 1776 von Kaiser Joseph II. das Burglehen (Schloss Lehen) in Kochendorf und am 27. März 1777 auch zwei Drittel des Blutbanns verliehen. Damit hatte er zunächst Lehen und Herrschaft in Kochendorf im selben Umfang wie sein verstorbener Vater erhalten. Er diente in der kaiserlichen Armee im Harrachschen Regiment und erreichte den Majorsrang.
1784 verlieh der Kaiser den Blutbann in Kochendorf an den ebenfalls in Kochendorf residierenden, jeweiligen Kantonshauptmann des Ritterkantons Odenwald. Zum Zeitpunkt des Lehnswechsels bekleidete dieses Amt Philipp von Gemmingen (1702–1785), ein entfernter Verwandter Franz Karl Friedrichs aus dem Bonfelder Zweig des Stamms Guttenberg der Freiherren von Gemmingen. Nach dessen Tod folgte sein Neffe Karl Friedrich Reinhard von Gemmingen (1739–1822). Als Ersatz für den Verlust des Blutbanns, der das Burglehen zu einem einfachen Rittergut herabstufte, wurde Franz mit 1.000 Gulden und elf Morgen Land entschädigt. 1793 wurde sein Burglehen nochmals vom Kaiser bestätigt. Nach dem Ende des Kaiserreichs kam Kochendorf 1806 an Württemberg, wodurch der niedere Adel seine einstigen Privilegien sukzessive verlor. 1808 wurde Franz Karl Friedrich von Gemmingen noch mit der württembergischen Adels-Dekoration ausgezeichnet.

## Familie
Er war ab 1747 verheiratet mit Frau Sophie Juliane Eleonora geb. von Helmstatt († 1783), die jedoch ebenso wie die vier gemeinsamen Kinder früh starb. 1784 ging er eine zweite Ehe mit Johanna Christiane Luise Dorothea von Gemmingen ein. Seine zweite Gattin war die Tochter von Hans Weiprecht von Gemmingen und Universalerbin der älteren Linie Fränkisch-Crumbach, über die Franz in den Besitz des Schlossguts in Lehrensteinsfeld kam. Dort verbrachte seine letzten Jahre erblindet und herzkrank. Seine erste Frau und seine Kinder wurden in Neckarzimmern beigesetzt, Franz und seine zweite Frau in Lehrensteinsfeld.
Kinder aus erster Ehe:
- Sophia Henriette Franziska (1778–1780)
- Reinhard Christoph (1779–1785)
- Karl Weiprecht (1780–1781)
- Eberhard (1782–1785)